# Vakeparken

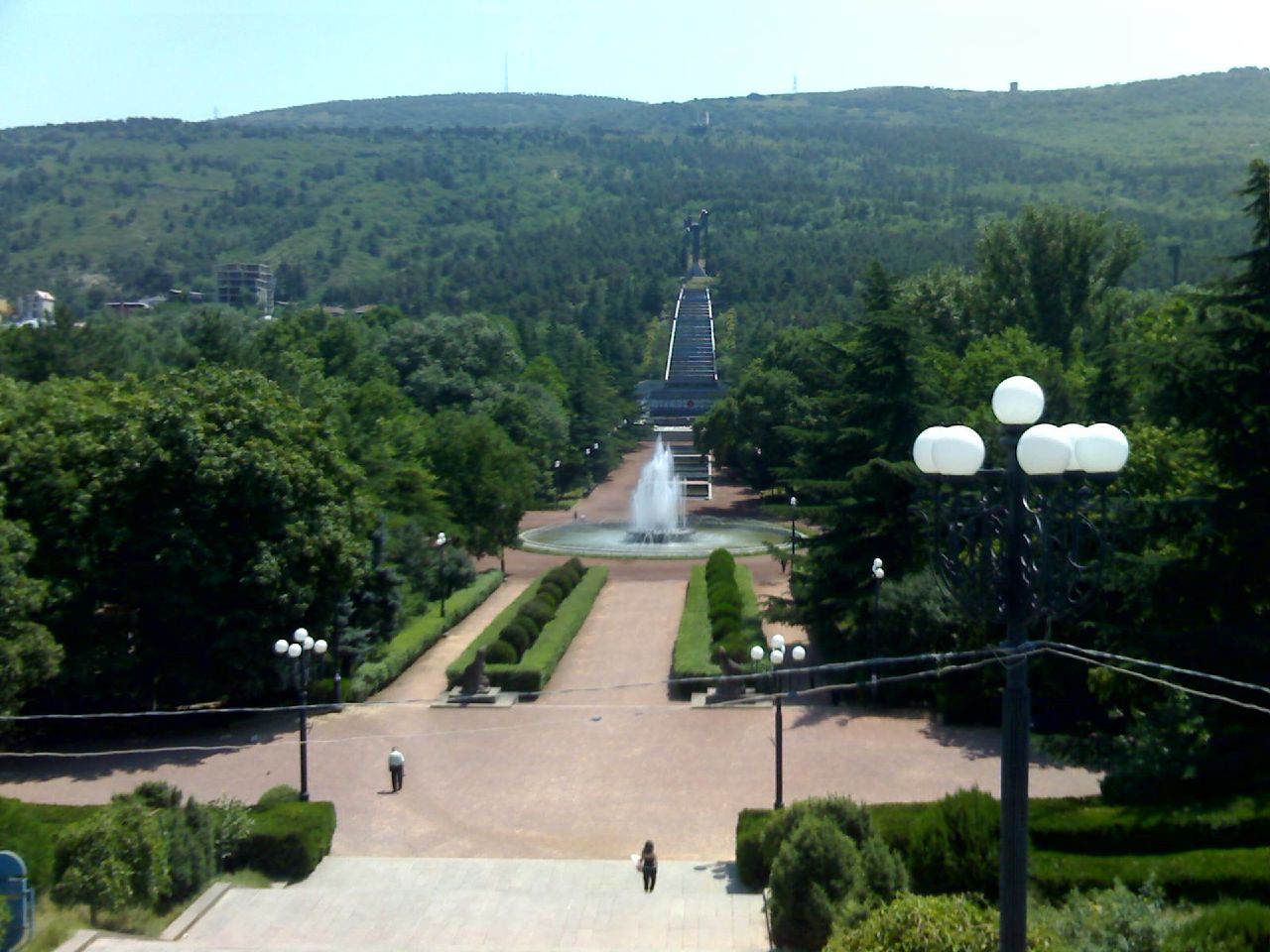
Vy över Vakeparken.

Vakeparken (georgiska: ვაკის პარკი, Vakis parki) är en allmän park i Tbilisi. Parken öppnade år 1946 och ligger i Vakedistriktet i Tbilisi vid den västra änden av Ilia Tjavtjavadzeavenyn.